# 林伯猿
林伯猿（はやし・はくえん、1906年（明治39年3月24日）- 1963年（昭和38年）6月27日）大正・昭和時代の浪曲師。本名は加藤喜一。
三重県津市出身。東京・神田の講談寄席「喜楽」の下足番をいている頃、浪曲に魅せられ、20歳で鼈甲斎雲竜に弟子入りし竜昇の名をもらったが、文芸浪曲を目指し林伯猿と改名、独特の伯猿調を完成した。昔の落語家のように燭台に百目蝋燭、華やかな後ろ幕を背に、古風な釈台を前にして和洋合奏のレコードで登場するなど演出に工夫を凝らした。
得意演目に「滝の白糸」「愛憎峠」「鶴八鶴次郎」「旅の風来坊」「号外五円五十践」「次郎長と唐糸屋」など。広沢菊春は伯猿から影響を受けたといわれる。
浪曲不遇の時代になって消えていた寄席を復活させるべく、南千住の「栗本商店」の二階「栗友亭」が浪曲席になって奔走したのが、この林伯猿という。